# Malaconothrus
Malaconothrus – rodzaj roztoczy z kohorty mechowców i rodziny Malaconothridae.
Rodzaj ten został opisany w 1904 roku przez Antonia Berlesego. Gatunkiem typowym wyznaczono Nothrus monodactylus.
Mechowce te nie posiadają sensilusów ani botridiów. Mają 4 do 6 par szczecin genitalnych, 1 parę lub brak szczecin analnych i 3 pary szczecin adanalnych. Szczeciny aggenitalne nie występują. Odnóża jednopalczaste.
Rodzaj kosmopolityczny.
Należy tu 67 opisanych gatunków, zgrupowanych w 2 podrodzajach:
- Malaconothrus (Malaconothrus) Berlese, 1904
- Malaconothrus (Cristonothrus) Subías, 2004